# Allen (Northern Samar)
Allen è una municipalità di quinta classe delle Filippine, situata nella Provincia di Northern Samar, nella regione di Visayas Orientale.
Allen è formata da 20 baranggay:
- Alejandro Village (Santiago)
- Bonifacio
- Cabacungan
- Calarayan
- Frederic
- Guin-arawayan
- Imelda
- Jubasan
- Kinabranan Zone I (Pob.)
- Kinabranan Zone II (Pob.)
- Kinaguitman
- Lagundi
- Lipata
- Lo-oc
- Londres
- Sabang Zone I (Pob.)
- Sabang Zone II (Pob.)
- Santa Rita
- Tasvilla
- Victoria